# Piotrów (województwo lubuskie)
Piotrów (do 1945 niem. Groß Petersdorf) – wieś w Polsce położona w województwie lubuskim, w powiecie żarskim, w gminie Przewóz.
W latach 1975–1998 miejscowość położona była w województwie zielonogórskim.

## Zabytki
Do wojewódzkiego rejestru zabytków wpisany jest:
- gotycki kościół parafialny pod wezwaniem świętego Michała Archanioła prawdopodobnie z XIII w., pierwsza wzmianka z 1346, przebudowywany w XVI wieku, XVIII w, XIX w. Wewnątrz kamienna chrzcielnica z I poł. XVI w. i epitafium z 1618. Obok drewniana dzwonnica z dzwonem ze zrujnowanego w 1945 kościoła ewangelickiego w Przewozie. Plac kościelny, który jest dawnym cmentarzem otacza średniowieczny mur[5].